# Tupambaé
Tupambaé je selo (pueblo) u departmanu Cerro Largo na samom istoku Urugvaja. Smješteno je 86 kilometara jugozapadno od središta departmana, Mela. Južnim dijelom sela željeznička pruga Melo-Montevideo, pa Tupambaé ima i željezničku stanicu. Selo se nalazi u blizini granice s departmanom Treinta y Tres, a najbliži grad, Santa Clara de Olimar, nalazi se 21 kilometar jugozapadno uzduž autoceste 7.
Selo je osnovano 19. kolovoza 1926. Poštanski broj sela glasi 37 006, a pozivni broj +598 4464.

## Stanovništvo
Prema popisu stanovništva iz 2011. godine, selo Tupambaé je brojilo 1.122 stanovnika.
| Godina | Stanovništvo |
| ------ | ------------ |
| 1963.  | 1.073        |
| 1975.  | 1.125        |
| 1985.  | 1.035        |
| 1996.  | 974          |
| 2004.  | 1.169        |
| 2011.  | 1.122        |

- Izvor: Državni statistički zavod Urugvaja.[2]

## Vanjske poveznice
- (šp.) Službene stranice departmana Cerro Largo  Arhivirana inačica izvorne stranice od 2. listopada 2018. (Wayback Machine)